# Achille Quinet
Pour les articles homonymes, voir Quinet.
Achille Quinet, né le 4 juillet 1831 à Paris et mort le 12 avril 1907 à Cély, est un photographe français.

## Biographie
Né en 1831 à Paris, Achille Léon Quinet est le fils d'Anne Victoire Neveu et d'Alexandre Marie Quinet, imprimeur-lithographe et futur photographe, et le frère aîné de Louis Emmanuel Alexandre Quinet, lui aussi futur photographe.
Achille Quinet continue l'activité de son père, et dès 1853, il dépose un brevet pour un appareil baptisé le Quinetoscope, un des premiers appareils de prise de vue stéréoscopique, au même moment que John Benjamin Dancer à Manchester.
Il exploite, de 1869 à 1879, un studio photographique à Paris, au no 320, de la rue Saint-Honoré. Il réalise des vues des monuments de Paris qu'il commercialise. Il travaille également en Italie, à Florence et à Bologne. Puis il se spécialise dans l'étude d'après nature, il s'installe à Cély, près de Barbizon, et photographie des paysages champêtres et des vues de la forêt de Fontainebleau qui sont utilisés comme documentation pour les peintres de l'école de Barbizon. Il réunit ses travaux en plusieurs albums d'études qui sont vendus aux amateurs[réf. nécessaire].
Il est membre de la Société française de photographie de 1876 à 1894 et expose ses photos lors de l'exposition universelle de 1878.
Il meurt en 1907 à Cély.

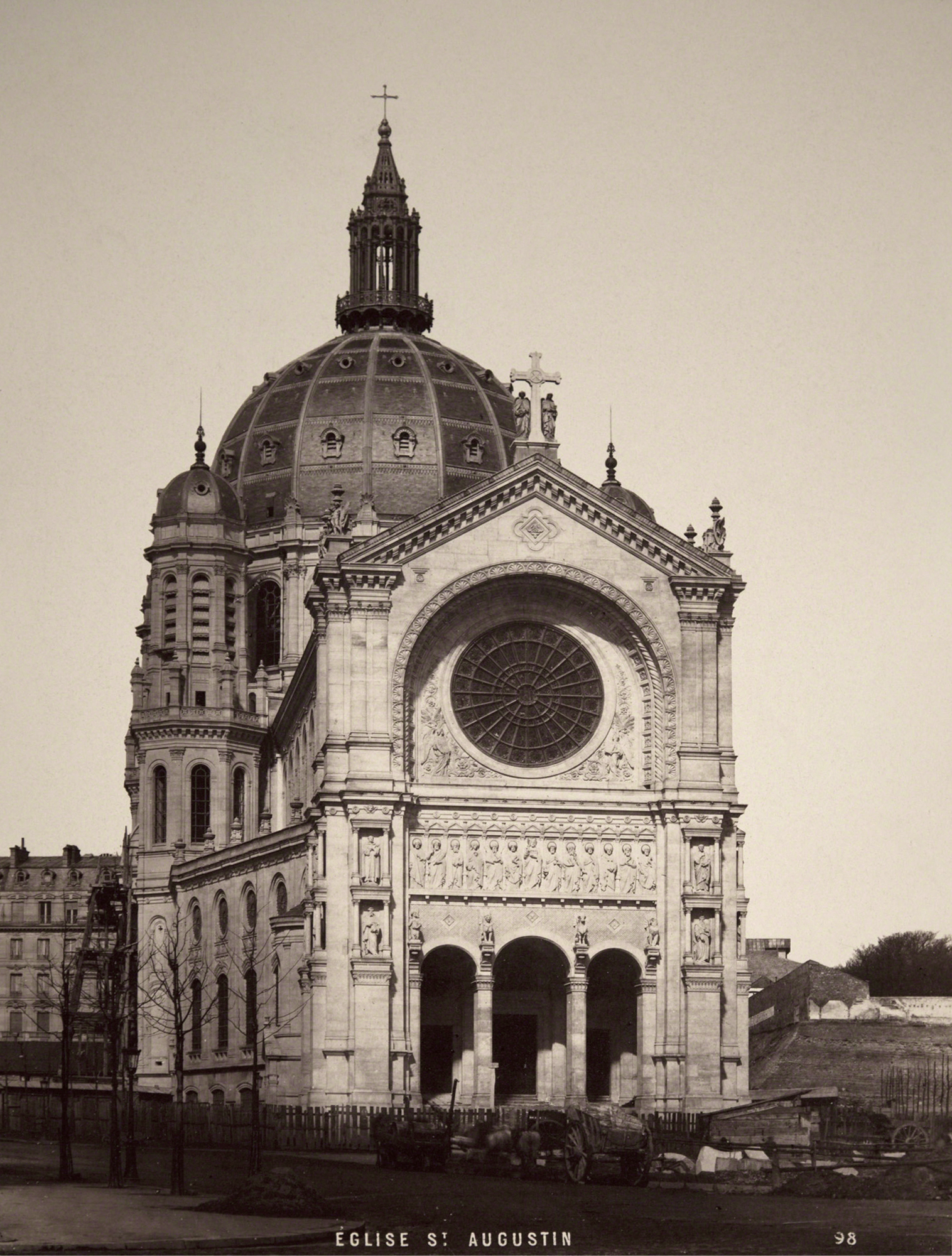
L'église Saint-Augustin, vers 1870
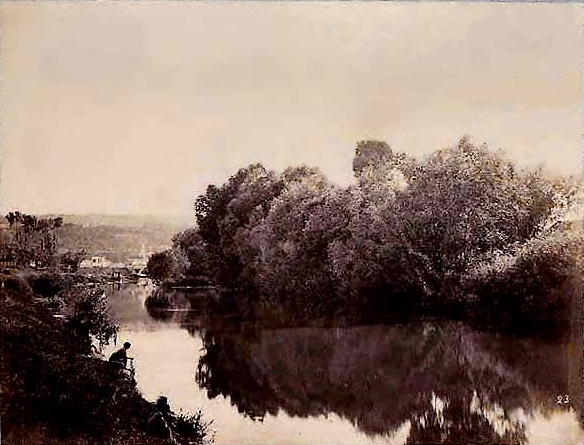
Paysage, vers 1875

## Collections
- Tableau contenant 9 épreuves diverses, Société française de photographie[5]
- Stéréoscope construit par M. Quinet, don d'Olympe Aguado en 1858 à la Société française de photographie[6]
- 3 notes d'Achille Quinet, 1860, Société française de photographie[7]